# برج (اسفراین)
برج (اسفراین)، روستایی از توابع بخش مرکزی شهرستان اسفراین در استان خراسان شمالی ایران است و جمعیت آن از سال ۱۳۸۵ تا ۱۳۹۵ افزایشی حدودا ۵۰% را تجربه کرده است.

## جمعیت
این روستا در دهستان روئین قرار دارد و براساس سرشماری مرکز آمار ایران در سال ۱۳۸۵، جمعیت آن ۵۹۵ نفر (۱۶۱خانوار) بوده‌است.